# Eduardo Sirotsky Melzer
Eduardo Sirotsky Melzer (Porto Alegre, 13 de maio de 1972) é fundador e CEO da EB Capital, um Private Equity com presença no Brasil e nos EUA. Foi chairman e presidente do Grupo RBS desde 1 de janeiro de 2016, quando sucedeu Nelson Sirotsky na presidência do Conselho de Administração do Grupo RBS, até agosto de 2020. É membro da terceira geração da família proprietária da empresa, neto do fundador do Grupo RBS, Maurício Sirotsky Sobrinho.

## Biografia
Formado em Administração de Empresas pela Pontifícia Universidade Católica do Rio Grande do Sul (PUCRS), em 1998, tem MBA pela Universidade de Harvard, nos Estados Unidos.
Ingressou no Grupo RBS em 2004, como Diretor-Geral para o Mercado Nacional, atuando a partir de 2008 como Vice-Presidente de Mercado e Desenvolvimento de Negócios e, a partir de 2010, como Vice-Presidente Executivo do Grupo RBS. Em 2012, passou a ocupar o cargo de presidente executivo do Grupo RBS, posição em que sucedeu ao seu tio Nelson Pacheco Sirotsky. Em 2016, com as mudanças organizacionais, ele passou a acumular a presidência do Conselho de Administração e da RBS. Em agosto de 2020, Eduardo deixou o Grupo RBS para dedicar-se integralmente à EB Capital.
Iniciou sua carreira no Brasil, atuando no mercado financeiro e de franchising, chegando ao posto de franqueador master da multinacional Sweet Sweet Way. Participou ainda de projetos da consultoria Booz Allen & Hamilton. Nos Estados Unidos, foi analista sênior da Delphi Corporation e diretor-geral da Box Top Media, empresa de mídia não tradicional, localizada em Nova York.
Cursou Effective Strategies for Media Companies e o Building and Leading Customer Centric Organizations na Harvard Business School.
Eduardo participa como palestrante em fóruns internacionais e nacionais como os promovidos pela Associação Mundial de Jornais (World Association of Newspapers and News Publishers - WAN-Ifra) pela Associação Brasileira de Anunciantes e pelo IEE (Instituto de Estudos Empresariais/RS). Também está presente em ambientes que promovem a qualificação da gestão de pessoas como o Conarh (Congresso Nacional de Recursos Humanos), da Associação Brasileira de Recursos Humanos.
Em 2017, Eduardo foi nomeado pela 3ª vez consecutiva para a lista anual de líderes elaborada pelo Cambridge Institute for Family Enterprise. Junto com Eduardo foram listados executivos que “redefinem o significado de liderança global em suas empresas” e que “têm consciência do seu impacto social”, segundo o Instituto. A Lista dos "17 Líderes Empresariais de Negócios Familiares da próxima geração para acompanhar em 2017" inclui empresários e filantropos capazes de "mudar o jogo" que tenham até 50 anos.

## Grupo RBS
Eduardo Sirotsky Melzer assumiu a presidência executiva do Grupo RBS no dia 3 de julho de 2012 em cerimônia realizada em Porto Alegre com a presença dos colaboradores da empresa e familiares. A posse havia sido anunciada em maio de 2012, como parte do processo de sucessão planejado, cujo objetivo principal é o aperfeiçoamento da governança corporativa da empresa.
Na gestão de Eduardo Sirotsky Melzer, o Grupo RBS foi reconhecido entre as três empresas de mídia e internet no País que mais geraram valor para seus públicos em 2014, junto com Globo e Google. A companhia também apareceu entre as 10 empresas mais inovadoras do Brasil em pesquisa organizada pela revista Info, da editora Abril.
Periodicamente, Melzer conversava com todos os funcionários da empresa através de videoconferência para dividir perspectivas empresariais, sanar dúvidas e ouvir sugestões. Em 2016, Eduardo Sirotsky Melzer passou a acumular a presidência do Conselho de Administração e do Grupo RBS, e Claudio Toigo Filho assumiu como presidente-executivo (CEO) das empresas de mídia. 
Em agosto de 2020, Eduardo Sirotsky Melzer deixou suas funções no Conselho Administrativo do Grupo RBS para se dedicar de forma exclusiva à EB Capital.

## Vida pessoal
Eduardo Sirotsky Melzer é casado e pai de três filhos. Conhecido no meio publicitário, ele divide seu tempo com outra paixão: os esportes. O empresário já participou de diversas modalidades, mas a sua preferida é a corrida.

## Prêmios
- Prêmio Caboré 2006 na categoria Profissional de Veículo[39][40]
- Destaque Profissional 2009 da Associação Brasileira de Propaganda (ABP) na categoria Executivo de veículo[41][42]
- Prêmio Coletiva.Net 2011 na categoria Gestão de Marketing/Comunicação/Grupo de Comunicação[43]
- Prêmio Empresário de Comunicação do Ano 2013 da Semana ARP de Comunicação[44]
- Prêmio Empreendedor do Ano 2015 (Ernst e Young) na categoria Family Business[45]
- Destaque na lista de líderes do Cambridge Institute for Family Enterprise (CFEG) de 2015[46][47][48]
- Prêmio Mérito em Administração no setor Privado em 2015[49][50]
- “17 Next Generation Family Enterprise Leaders to Watch in 2017” do Cambridge Institute for Family Enterprise (CFEG) de 2017[20][21][22]

## Atuação em entidades
- Membro do Conselho Nacional de Auto-Regulamentação Publicitária (Conar)[51]
- Membro do Conselho Executivo das Normas-Padrão (CENP)[52]
- Membro do Conselho da Bienal do Mercosul[53]
- Membro do Conselho da Fundação Iberê Camargo[54]